# Piedmont (Alabama)
Piedmont is een plaats (city) in de Amerikaanse staat Alabama, en valt bestuurlijk gezien onder Calhoun County en Cherokee County.

## Demografie
Bij de volkstelling in 2000 werd het aantal inwoners vastgesteld op 5120.
In 2006 is het aantal inwoners door het United States Census Bureau geschat op 5009, een daling van 111 (-2,2%).

## Geografie
Volgens het United States Census Bureau beslaat de plaats een oppervlakte van
25,3 km², geheel bestaande uit land. Piedmont ligt op ongeveer 216 m boven zeeniveau.

## Plaatsen in de nabije omgeving
De onderstaande figuur toont de plaatsen in een straal van 32 km rond Piedmont.